# AV大獎賽
AV大獎賽（日語：AVグランプリ），是曾經舉辦過的日本成人影片比賽。
為了與由東京體育和SOD舉辦的『AV OPEN』對抗，由CA集團和DMM.com於2008年舉辦AV大獎賽。但只舉辦2次活動，從2010年後就未曾舉辦。
之後由DMM.com所舉辦的『DMM成人獎』接替。

## 外部連結
- AVグランプリ （页面存档备份，存于）